# Philip Taylor
Philip Taylor (1786 – Sainte-Marguerite, 1º luglio 1870) è stato un ingegnere e imprenditore britannico innovatore nella progettazione di motori a vapore negli anni '20 del XIX secolo e imprenditore in Francia e Italia.

## Biografia
Philip Taylor era il quarto figlio di John e Susannah Taylor di Norwich. I suoi fratelli erano Richard Taylor, Edward Taylor, John Taylor e Sarah Austin. Frequentò la scuola del Dr. Houghton nella città natale.
Tra il 1801 e il 1805 Taylor fu con suo fratello John, occupato in una miniera di rame del Devon, per la famiglia Martineau di Norwich. Conobbero l'ingegnere della Cornovaglia Arthur Woolf. Taylor andò a studiare chirurgia con il Dr. Harness presso Tavistocl; ma non proseguì nella carriera. Ritornò a Norwich, dove conobbe Mr. Chambers, farmacista e insieme a lui e al Dr. Fitch entrò nel business farmaceutico. Creò una fabbrica per la produzione di scatole per pillole in legno; un tornio per legno funzionava con la forza animale di un cane.

### A Londra
Nel 1812 Taylor si spostò nei dintorni di Londra, come partner nell'azienda chimica del fratello John a Stratford. Inizialmente Philip fu coinvolto nella chimica farmaceutica, mentre John nella chimica metallurgica. Furono occupati dalla famiglia Martineau. Una delle invenzioni fu l'acetometro, usato per controllare l'aceto. Philip Taylor si trasferì a Bromley. Entrò in affari con John Martineau, creando la Taylor & Martineau di City Road. La società si dissolse nel 1827.
La Taylor & Martineau fu principalmente una fonderia con annesso laboratorio tecnico. Produsse motori a vapore, generatori a gas e pompe. Il primogenito di John Martineau entrò nell'azienda.

### Illuminazione a gas e dal petrolio
John Taylor prese un brevetto nel 1815 per la decomposizione degli oli animali in gas. Questa scoperta nel 1823 fu definita, più tardi, dal figlio di Philip Taylor "the battle of the gases" (la battaglia dei gas): il contesto commerciale tra illuminazione a gas derivata dal carbone e dagli oli. Circa il 20% del gas utilizzato negli anni '20 del XIX secolo era originato dal petrolio.

### In Francia e Italia
Coinvolto in problemi finanziari della British Iron Company, Taylor si recò a Parigi nel 1828. Fondò un ufficio tecnico e brevettò un processo (hot blast) per la produzione di ferro. James Beaumont Neilson e Charles Macintosh contemporaneamente brevettarono lo stesso procedimento a Londra; la validità del brevetto fu in disputa fino al 1832, appena prima della sua scadenza. Taylor introdusse il processo hot blast a Vienne e La Voulte-sur-Rhône.
Nel 1834 Taylor presentò a Luigi Filippo di Francia uno schema per la rete idrica di Parigi dal Marna a Ivry in un tunnel. Propose la stessa cosa a Londra da Hampstead Hill; ma nessuno dei due progetti fu attuato. Nel 1834 eresse un mulino per farina a Marsiglia. Sotto la pressione del protezionismo, fu deprivato del permesso. Taylor introdusse la filtrazione nella produzione dello zucchero.
Taylor, con i figli Philip Meadows e Robert, fondò un'officina a Marsiglia, a Menpenti nel 1835. Nel 1845 comprò un cantiere navale a La Seyne-sur-Mer, vicino a Tolone. Nel 1846 entrò in affari con Amédée Armand, per la creazione di vascelli a vapore. Taylor, in questo modo, trasferì la tecnologia britannica nei paesi del Mediterraneo. Tra i dipendenti vi furono William Adams, Fleeming Jenkin e Robert Whitehead.
Dal 1847 al 1852 Taylor raggiunse Sampierdarena, in provincia di Genova, dove il governo del Regno di Sardegna lo invitò a fondare le sue attività. Insieme a Fortunato Prandi creò la Taylor & Prandi. Problemi politici e pochi affari fecero abbandonare la società da parte di Taylor che ritornò a Marsiglia. Dalla Taylor & Prandi nacque l'Ansaldo.
In cattiva salute, Taylor dispose la propria fabbrica Compagnie des Forges et Chantiers de la Méditerranée in un nuovo consorzio nel 1855. Morì a Sainte-Marguerite di Marsiglia il 1º luglio 1870.

### Vita privata
Nel 1813 Taylor sposò Sarah, figlia del chirurgo Robert Fitch, di Ipswich, con la quale ebbe otto figli.

## Associazionismo
Le amicizie di Taylor comprendevano John Loudon McAdam, James Nasmyth, David Ricardo, Henry Maudslay, Robert Stephenson, Michael Faraday, Charles Macintosh, Brunel, Francis John Hyde Wollaston, George Rennie e Charles Wheatstone; anche Alexander von Humboldt, Gay-Lussac, Arago e Jean-Baptiste Say. Vantava di aver partecipato al primo viaggio di un battello a vapore in mare, assistito alla messa in moto del primo motore a vapore e di essere testimone della prima trasmissione del telegrafo elettrico sperimentale di Wheatstone. Contribuì nel 1819 al Quarterly Journal of Science e nel 1822 al Philosophical Magazine.